# Asagena
Asagena är ett släkte av spindlar som beskrevs av Carl Jakob Sundevall 1833. Asagena ingår i familjen klotspindlar.
Släktet innehåller bara arten Asagena phalerata.